# Caius Memmius (tribun de la plèbe en -111)
Pour les articles homonymes, voir Caius Memmius.
Caius Memmius est un homme politique romain de la fin du IIe siècle av. J.-C., tribun de la plèbe en 111 et candidat favori au consulat tué lors des élections en décembre 100.

## Biographie
De 134 à 132, il commence peut-être sa carrière militaire comme tribun militaire sous Scipion Émilien devant Numance.
Il est tribun de la plèbe en 111,. Le roi numide Jugurtha a manifestement corrompu la majeure partie des envoyés sénatoriaux entre 116 et 111, dont cette dernière année le consul Lucius Calpurnius Bestia et probablement le princeps senatus Marcus Aemilius Scaurus,. Memmius accuse le consul Bestia, Scaurus et d'autres aristocrates d'accepter des pots-de-vin du roi Jugurtha. Memmius dénonce la corruption du Sénat, le simulacre de traité de paix conclu par Bestia, ainsi que le fait de ne même pas en avoir respecter toutes les clauses à l'avantage de Rome. Le tribun persuade le peuple de choisir le préteur Lucius Cassius Longinus pour l'envoyer à Jugurtha et amener ce prince à Rome sous la sauvegarde de la foi publique,. Lorsqu'il prononce un réquisitoire sévère contre Jugurtha et interroge le roi devant le peuple à Rome, un de ses collègues oppose son veto à ce que Jugurtha réponse aux accusations,,. Memmius ne peut rien faire, l'enquête est close. Début 110, Jugurtha fait assassiner un autre prétendant au trône de Numidie à Rome même sans pouvoir être inquiété car protégé par le sauf-conduit du préteur, puis quitte Rome,.
En 109, une commission voulue par un autre tribun Caius Mamilius Limetanus condamnera quatre consulaires : Lucius Opimius, chef d'une ambassade corrompue en 116, Caius Porcius Cato, consul en 114 et légat en Numidie vers 111/110, Lucius Calpurnius Bestia, consul en 111 et qui se laisse corrompre pour signer un simulacre de paix et Spurius Postumius Albinus, consul et commandant inactif de la guerre contre Jugurtha en 110,.
Il est préteur au plus tard en 107 ou en 104 et peut-être proconsul de Macédoine dans les années 106/104 ou 105/102, peut-être en l'an 103.
En 103 ou 102, ou peut-être fin 101 début 100, Marcus Aemilius Scaurus témoigne à charge contre Memmius, accusé de concussion dans sa province, sans obtenir de condamnation malgré le crédit qu'on lui accorde. Cicéron dit de lui à cette occasion : « Avons-nous vu, pouvons-nous citer un homme comparable à Marcus Aemilius Scaurus, pour la prudence, la sagesse, la fermeté et les autres vertus, pour l'éclat des honneurs, pour le génie, pour les exploits ? Cependant cet homme qui, par un simple signe de sa volonté, gouvernait l'univers, n'a pas été cru, lorsqu'il déposait, sous la foi du serment, contre Caius Fimbria et Caius Memmius ».
Il est tué pendant les élections consulaires à la toute fin de l'année 100 alors qu'il est le candidat favori au consulat pour l'an 99. L'assassinat est prémédité par le tribun Lucius Appuleius Saturninus et un autre candidat au consulat, Caius Servilius Glaucia. Au plus fort des violents troubles provoqués, Marcus Aemilius Scaurus propose un senatus consultum ultimum. Ce décret ordonne au consul Caius Marius de déposer ses partisans, Saturninus et Glaucia, et ils sont bientôt lynchés avec leurs disciples dans la Curie Hostilia,,,.